# مسجد آقانور
مسجد آقانور مربوط به دوره صفوی است و در اصفهان، خیابان ابن سینا، محله تاریخی دردشت، کوچه مسجد آقا نور واقع شده و این اثر در تاریخ ۱۶ فروردین ۱۳۷۷ با شمارهٔ ثبت ۱۹۷۱ به‌عنوان یکی از آثار ملی ایران به ثبت رسیده‌است.
مسجد آقا نور از بناهایی است که در دوره پادشاهی شاه عباس بزرگ ساخته شده و در اولین سال سلطنت شاه صفی به اتمام رسیده‌است و به این مناسبت در کتبیه اصلی مسجد در سردر شرقی، نام هر دو پادشاه آمده‌است. این کتیبه که به خط ثلث سفید بر زمینه کاشی خشت لاجوردی رنگ نوشته شده، حاکی از آن است که بنای مسجد به وسیله نورالدین‌محمد اصفهانی در دوره پادشاهی شاه عباس شروع شده و در دورهٔ شاه صفی به اتمام رسیده‌است. شبستان زیبا و جالب این مسجد از نفایس و شاهکارهای آن است که نور آن به وسیله قطعاتی از سنگ مرمر شفاف تأمین می‌شود.
ساخت و سازهای غیرمجاز در حریم مسجد «آقانور» و نبود اعتبارات مالی لازم برای مرمت و بازسازی، این مسجد را که یکی از شاهکارهای معماری عهد صفوی در اصفهان به‌شمار می‌رود، با تهدید جدی روبه رو کرده‌است.
کانون فرهنگی مسجد جامع آقانور از سال ۱۳۷۹ شروع به کار کرد و تنها کانون فرهنگی قانونی مسجد می باشد.
طرح نور مسجد جامع آقانور اصفهان که زیر مجموعه کانون فرهنگی مسجد جامع آقانور است در سال ۱۴۰۲ شروع به فعالیت نمود و هدف آن پویا کردن کارهای فرهنگی کانون بود. این اسم از کلمه و اسم آقانور استخراج شد.